# 阿里根杰
阿里根杰（Aliganj），是印度北方邦Etah县的一个城镇。总人口24,269（2001年）。

## 人口
该地2001年总人口24,269人，其中男性12,959人，女性11,310人；0—6岁人口4,425人，其中男2,260人，女2,165人；识字率53.08%，其中男性为59.38%，女性为45.87%。